# Delphinin
Delphinin ist ein giftiges Alkaloid, das insbesondere als Inhaltsstoff des Rittersporns bekannt ist. Die spezifische Drehung [α]D beträgt +25° (Ethanol).

## Vorkommen

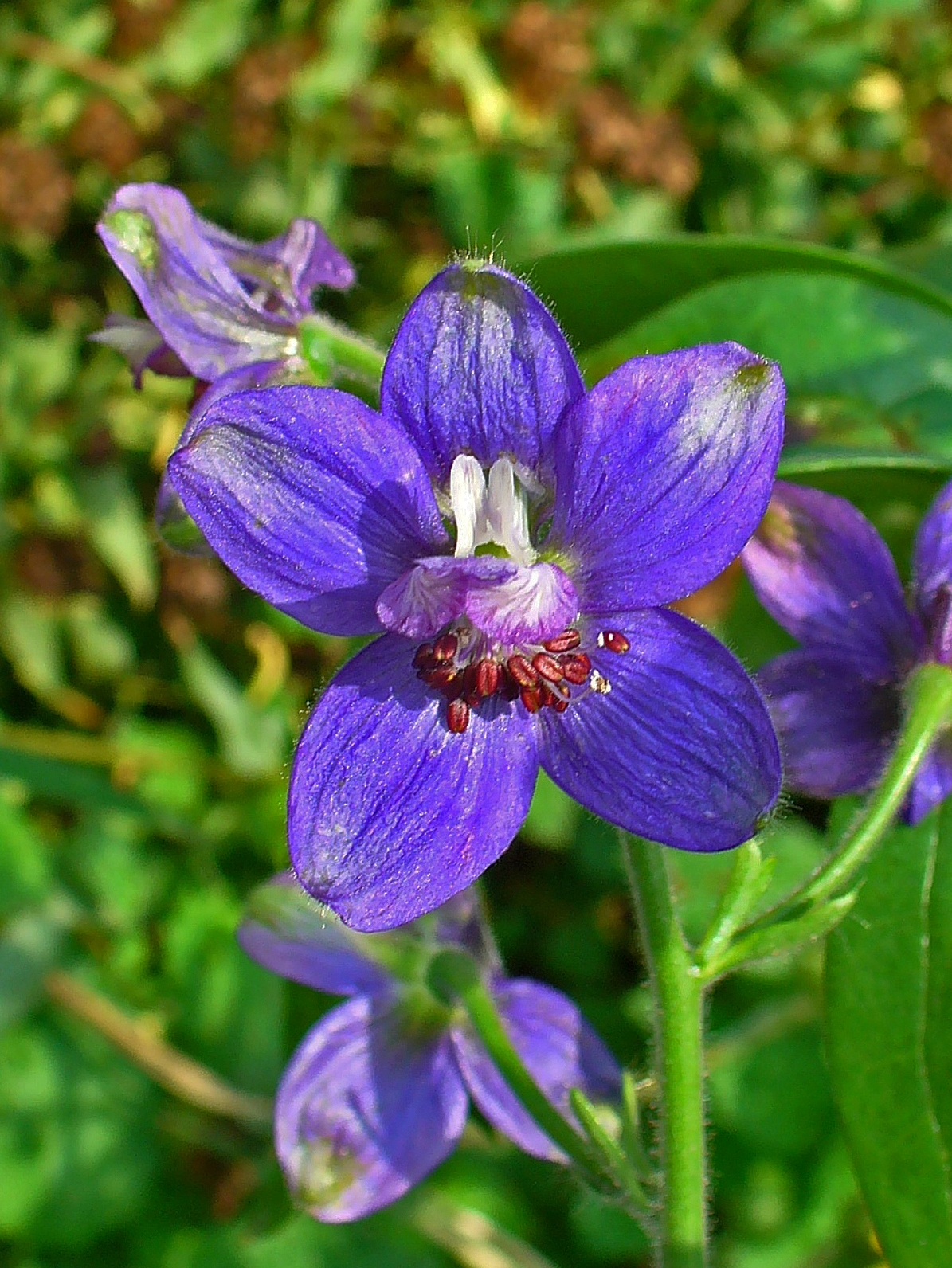
Feldrittersporn (Delphinium staphisagria)

Delphinin kommt in Ritterspornen wie Delphinium consolida L. Feldrittersporn, Delphinium staphisagria L. Stephanskraut und Delphinium elatum L. Hoher Rittersporn vor. 

## Wirkung
Es ähnelt dem Aconitin und erzeugt schlaffe Lähmung der Herzmuskulatur, ist aber ohne Einfluss auf das Auge. Die Beeinflussung der Gefäße ist nach Serck ungleich stärker als die durch Aconitin und beruht auf einer Wirkung auf das Rückenmark oder die peripheren Gefäßnerven, ist aber unabhängig vom Vasomotorenzentrum. Auf der Haut kann Delphinin starke Entzündungen verursachen.